# Fiat Campagnola
Fiat Campagnola är en terrängbil, tillverkad i två generationer av den italienska biltillverkaren Fiat mellan 1951 och 1987.

## Campagnola (1951-73)
Fiat började tillverka sin terrängbil Campagnola 1951. Bilen var normalt bakhjulsdriven, med inkopplingsbar drivning även av framhjulen vid behov. Växellådan var försedd med en tillsatslåda för inkoppling av lågväxelområdet vid terrängkörning. Mycket av mekaniken, med bland annat individuell framhjulsupphängning, hämtades från 1100B-modellen, medan motorerna kom från de större 1400/1900-vagnarna.
Campagnolan användes främst av militär och myndigheter som hade behov av dess terrängegenskaper och tillverkningen uppgick till 39 000 exemplar.

### Motorer
| Modell | Motor              | Cylindervolym | Effekt   | Bränslesystem   |
| ------ | ------------------ | ------------- | -------- | --------------- |
| 1101   | 4-cyl radmotor ohv | 1901 cm³      | 53-63 hk | Enkel förgasare |
| 1102   | 4-cyl radmotor ohv | 1901 cm³      | 40-47 hk | Dieselmotor     |
| 1102C  | 4-cyl radmotor ohv | 1895 cm³      | 47 hk    | Dieselmotor     |

## Nuova Campagnola (1974-87)
1974 presenterades en helt ny Campagnola. Bilen var mycket avancerad för att vara en terrängbil från sjuttiotalet, med självbärande kaross och individuell hjulupphängning med torsionsfjädring runt om. Karossen fanns i två längder med sju respektive nio sittplatser. Från 1979 tillkom två dieselmotorer och bilen fick femväxlad växellåda.
På grund av den låga produktionsvolymen lade Fiat ut tillverkningen hos Pininfarina.

## Källor

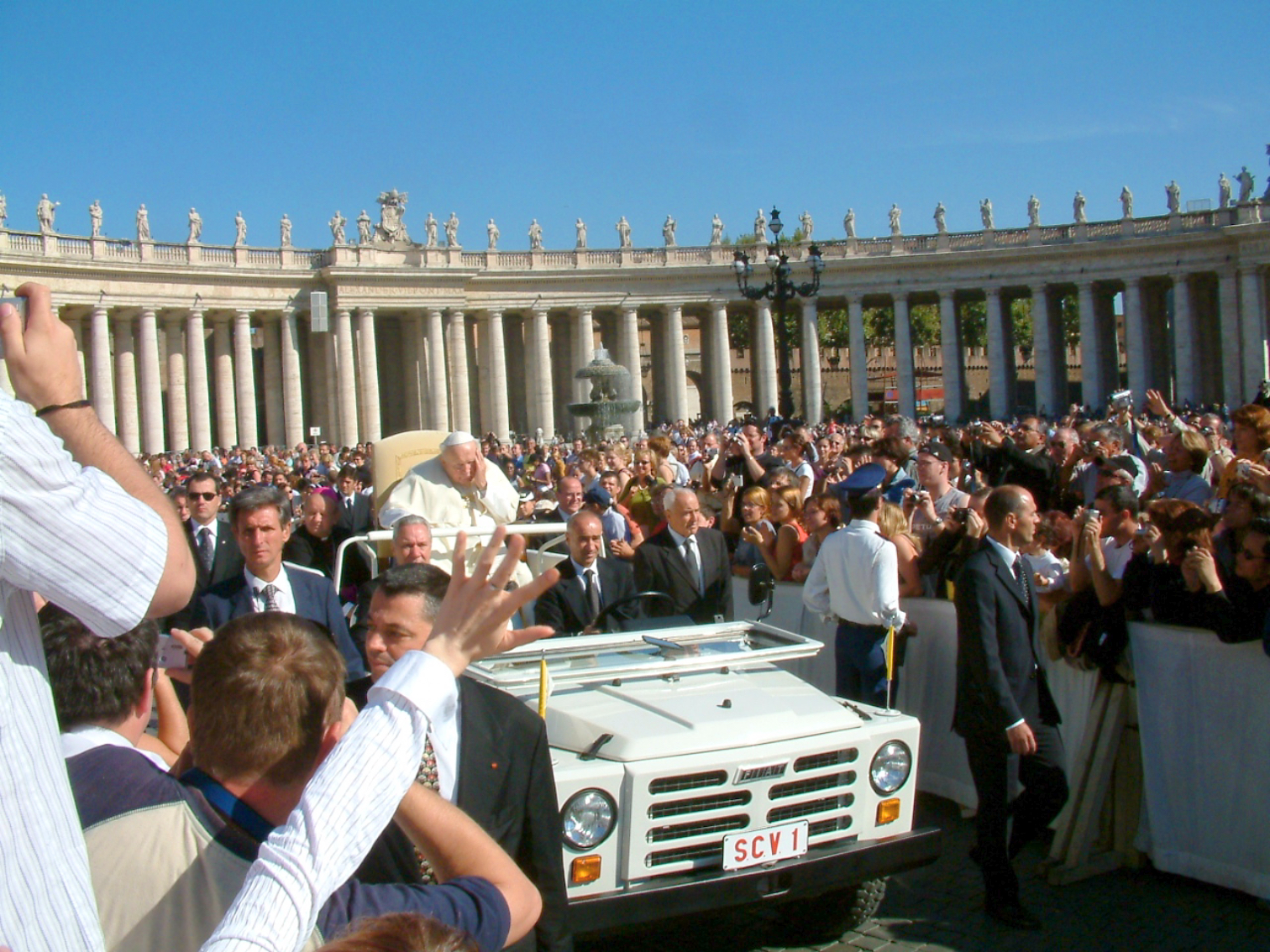
Fiat Campagnola som popemobile.

### Motorer
| Modell | Motor               | Cylindervolym | Effekt | Bränslesystem   |
| ------ | ------------------- | ------------- | ------ | --------------- |
| 1107   | 4-cyl radmotor ohv  | 1995 cm³      | 80 hk  | Enkel förgasare |
| 1107 D | 4-cyl radmotor SOHC | 1995 cm³      | 60 hk  | Dieselmotor     |
| 1107 D | 4-cyl radmotor SOHC | 2445 cm³      | 72 hk  | Dieselmotor     |